# طوابع الجزائر 1968
يُسجل هذا المقال الطوابع البريدية الجزائرية التي أصدرتها إدارة البريد في عام 1968.

## العموميات
تحمل الإصدارات عبارة « اَلْجُمهُورِيَّة اَلْجَزَائِرِيَّة اَلدِّيمُقرَاطِيَّة اَلشَّعبِيَّة » و« البريد » باللغة العربية. أما باللغة الفرنسية فهناك عبارتان هما « Algérie » والتي تعني الجزائر و« Postes » والتي تعني البريد، بالإضافة إلى قيمة اسمية محددة بالدينار جزائري

## قائمة الطوابع الصادرة
| 110 |  | بريد جوي - تيبازة القيمة الاسمية: 5 دينار جزائري الكمية المطبوعة: 1٬000٬000 طابع بريد تاريخ الإصدار: 20 يناير 1968 تاريخ السحب: 3 نوفمبر 1974، ‏6 نوفمبر 1971 الطول: 48 مليمتر الارتفاع: 27 مليمتر التسنين: تثقيب 13 الرسام: J. Combet الطابع: |  | الوصف صدر هذا الطابع في 20 يناير 1968 بقيمة 5.00 دينار جزائري ضمن فئة البريد الجوي، ويظهر منظرا بانوراميا لمدينة تيبازة الواقعة على الساحل الغربي للجزائر، مع خلفية بحرية وموقع أثري روماني مميز. يعكس الطابع اللونين الأزرق والأخضر، ويُسلط الضوء على أعمدة حجرية رومانية تشهد على تاريخ المدينة القديم كمرفأ فينيقي ثم كمستوطنة رومانية مزدهرة حتى القرن الخامس الميلادي. من تصميم كومبي وطُبع في مطبعة البريد بباريس، بكمية 1,000,000 نسخة، وسُحب من التداول في 3 نوفمبر 1974. |

| 111 |  | آلات موسيقية - القوترة القيمة الاسمية: 0٫30 دينار جزائري الكمية المطبوعة: 300٬000 طابع بريد تاريخ الإصدار: 17 فبراير 1968 تاريخ السحب: 6 نوفمبر 1971 الطول: 26 مليمتر الارتفاع: 36 مليمتر التسنين: تثقيب 13 الرسام: محمد تمام الطابع: |  | الوصف صدر هذا الطابع في 17 فبراير 1968 بقيمة 0.30 دينار جزائري، ويظهر عود أندلسي، وهي آلة وترية تقليدية مستخدمة في الموسيقى الأندلسية، خاصة في تلمسان. الآلة مصورة بدقة باللونين البني والذهبي، بخلفية زرقاء ناعمة، مع زخرفة في وسط جسم الآلة.التصميم للفنان محمد تمام، الطباعة في مطبعة البريد باريس، بعدد 300,000 نسخة، وسحب من التداول في 6 نوفمبر 1971. |

| 112 |  | آلات موسيقية - العود القيمة الاسمية: 0٫40 دينار جزائري الكمية المطبوعة: 300٬000 طابع بريد تاريخ الإصدار: 17 فبراير 1968 تاريخ السحب: 6 نوفمبر 1971 الطول: 26 مليمتر الارتفاع: 36 مليمتر التسنين: تثقيب 13 الرسام: محمد تمام الطابع: |  | الوصف هذا الطابع، بقيمة 0.40 دج، يجسد آلة العود، أقدم وأهم آلة وترية في التراث الموسيقي الجزائري. العود يظهر بشكل كلاسيكي بأوتاره الطويلة وثلاث وردات زخرفية على جسمه. صادر في تاريخ 17 فبراير 1968، بعدد 300,000 نسخة. |

| 113 |  | آلات موسيقية - الرباب القيمة الاسمية: 1٫30 دينار جزائري الكمية المطبوعة: 300٬000 طابع بريد تاريخ الإصدار: 17 فبراير 1968 تاريخ السحب: 6 نوفمبر 1971 الطول: 26 مليمتر الارتفاع: 36 مليمتر التسنين: تثقيب 13 الرسام: محمد تمام الطابع: |  | الوصف الطابع الأعلى قيمة في السلسلة (1.30 دج)، يظهر آلة الربابة النادرة ذات الوترين، مطعمة بلمسات من اللون البنفسجي الملكي. يتميز التصميم بإطار مزخرف وأسلوب تصوير تقليدي. صدر يوم 17 فبراير 1968، عدد النسخ 300,000 نسخة، الطباعة لدى مطبعة البريد باريس. |

| 114 |  | طابع ضريبي رقم 21 - ميزان - معدل القيمة الاسمية: 0٫60 دينار جزائري الكمية المطبوعة: 361٬900 طابع بريد تاريخ الإصدار: 28 مارس 1968 تاريخ السحب: 31 مايو 1980 الطول: 17 مليمتر الارتفاع: 21 مليمتر التسنين: تثقيب ½13 الرسام: محمد تمام الطابع: |  | الوصف صدر هذا الطابع في 28 مارس 1968، ضمن فئة الطوابع الضريبية، ويظهر رمز الميزان بلون بنفسجي داكن، تعبيرا عن العدالة الاجتماعية والمساواة في الحقوق، وهو أحد رموز ميثاق الجزائر. الطابع الأصلي كانت قيمته 1.00 دج، وتم تحميله ليصبح بقيمة 0.60 دج وفقا لإعادة تقييم التعريفة البريدية المعلنة في ديسمبر 1967. من تصميم محمد تمام بعدد 361,900 نسخة، وسحب من التداول في 31 مايو 1980. |

| 115 |  | سجاد النمامشة القيمة الاسمية: 0٫30 دينار جزائري الكمية المطبوعة: 500٬000 طابع بريد تاريخ الإصدار: 13 أبريل 1968 تاريخ السحب: 6 نوفمبر 1971 الطول: 33 مليمتر الارتفاع: 48 مليمتر التسنين: تثقيب ½11 الرسام: بشير يلس الطابع: |  | الوصف صدر هذا الطابع في 13 أبريل 1968 بقيمة 0.30 دج، ويظهر زربية تقليدية من النمامشة، تعرف بزخارفها الزرقاء والحمراء والبرتقالية المتناظرة ذات الطابع الهندسي الدقيق ونقاط زخرفية تبرز تقنيات النسج المتوارثة. من تصميم بشير يلس، وطُبع بعدد 500,000 نسخة، وسحب من التداول في 6 نوفمبر 1971. |

| 116 |  | سجاد قرقور القيمة الاسمية: 0٫70 دينار جزائري الكمية المطبوعة: 500٬000 طابع بريد تاريخ الإصدار: 13 أبريل 1968 تاريخ السحب: 6 نوفمبر 1971 الطول: 33 مليمتر الارتفاع: 48 مليمتر التسنين: تثقيب ½11 الرسام: بشير يلس الطابع: |  | الوصف يمثل هذا الطابع زربية مصنوعة في منطقة ڨرڨور (ولاية سطيف)، تمتاز بتداخل ألوان الأحمر القرمزي والأخضر والأسود في نمط نباتي وهندسي دقيق. التصميم مستوحى من التأثيرات الأندلسية. صدر يوم 13 أبريل 1968 بقيمة 0.70 دج، عدد النسخ 500,000. |

| 117 |  | سجاد جبل عمور القيمة الاسمية: 0٫95 دينار جزائري الكمية المطبوعة: 500٬000 طابع بريد تاريخ الإصدار: 13 أبريل 1968 تاريخ السحب: 6 نوفمبر 1971 الطول: 33 مليمتر الارتفاع: 48 مليمتر التسنين: تثقيب ½11 الرسام: بشير يلس الطابع: |  | الوصف يمثل هذا الطابع زربية زربية ذات ألوان داكنة وتموجات هندسية حادة، منتشرة بين قبائل جبال العمور (ولاية الأغواط والبيض). النمط مخصص للمعيشة البدوية ويستخدم أيضًا كغطاء وفرش داخل الخيم. الطابع من تصميم بشير يلس بعدد 500,000 نسخة. |

| 118 |  | سجاد القلعة القيمة الاسمية: 1٫30 دينار جزائري الكمية المطبوعة: 500٬000 طابع بريد تاريخ الإصدار: 13 أبريل 1968 تاريخ السحب: 6 نوفمبر 1971 الطول: 33 مليمتر الارتفاع: 48 مليمتر التسنين: تثقيب ½11 الرسام: بشير يلس الطابع: |  | الوصف الطابع الأعلى قيمة في السلسلة (1.30 دج) صدر هذا الطابع في 13 أبريل 1968، ويجسد زربية تقليدية منسوجة في منطقة قلعة بني راشد، والتي تعد من أشهر مراكز صناعة الزرابي. التصميم غني بالألوان الزرقاء، البرتقالية، والبيضاء، بخطوط هندسية متناظرة تتوسطها أشكال ماسية. يبرز الطابع تنوع التقاليد النسيجية المحلية، والتأثيرات المشرقية والأندلسية على الزخارف. من تصميم يلس، طُبع بكمية 500,000 نسخة، وسحب من التداول في 6 نوفمبر 1971. |

| 119 |  | السنة الدولية لحقوق الإنسان القيمة الاسمية: 0٫40 دينار جزائري الكمية المطبوعة: 301٬250 طابع بريد تاريخ الإصدار: 18 مايو 1968 تاريخ السحب: 6 نوفمبر 1971 الطول: 36 مليمتر الارتفاع: 26 مليمتر التسنين: تثقيب ¼10 الرسام: علي علي خوجة الطابع: |  | الوصف صدر هذا الطابع في 18 ماي 1968، احتفاءً بالذكرى العشرين للإعلان العالمي لحقوق الإنسان، بقيمة 0.40 دينار جزائري. يظهر التصميم الحديث شعار حقوق الإنسان بالأمم المتحدة محاطًا بدائرة زرقاء ترمز إلى الوحدة والسلام، مع غصن زيتون وشعلة حمراء تعبران عن الكرامة والحرية، على خلفية زرقاء متموجة ترمز إلى الأمل. من تصميم علي علي خوجة، طُبع في مطبعة بنك الجزائر، بعدد 301,250 نسخة، وسحب من التداول في 6 نوفمبر 1971. |

| 120 |  | الذكرى العشرون لمنظمة الصحة العالمية القيمة الاسمية: 0٫70 دينار جزائري الكمية المطبوعة: 300٬000 طابع بريد تاريخ الإصدار: 18 مايو 1968 تاريخ السحب: 6 نوفمبر 1971 الطول: 36 مليمتر الارتفاع: 26 مليمتر التسنين: تثقيب ¼10 الرسام: الطابع: |  | الوصف صدر هذا الطابع في 18 ماي 1968 بقيمة 0.70 دج، احتفاءً بالذكرى الـ20 لتأسيس منظمة الصحة العالمية، التي تأسست رسميًا في 7 أفريل 1948. يعرض الطابع شعار منظمة الصحة العالمية بالأبيض والذهبي على خلفية زرقاء، تحيط بها رموز ترمز للصحة الدولية. من تصميم بوخاتم، طبع في مطبعة بنك الجزائر، بعدد 300,000 نسخة، وسحب من التداول في 6 نوفمبر 1971. |

| 121 |  | هجرة الجزائريين إلى أوروبا القيمة الاسمية: 0٫30 دينار جزائري الكمية المطبوعة: 1٬000٬000 طابع بريد تاريخ الإصدار: 15 يونيو 1968 تاريخ السحب: 6 نوفمبر 1971 الطول: 26 مليمتر الارتفاع: 36 مليمتر التسنين: تثقيب 13 الرسام: بشير يلس الطابع: |  | الوصف صدر هذا الطابع في 15 جوان 1968 بقيمة 0.30 دينار جزائري. يظهر التصميم عاملا جزائريًا يرتدي خوذة، في إشارة إلى فئة العمال الذين هاجروا إلى أوروبا خلال القرن العشرين، خاصة إلى فرنسا. يركز الطابع على البعد الاجتماعي والاقتصادي للهجرة، ويخلد ذكرى آلاف الجزائريين الذين ساهموا في بناء أوروبا بعد الحرب. من تصميم بشير يلس بعدد 1,000,000 نسخة، وسحب من التداول في 6 نوفمبر 1971. |

| 122 |  | الجامبوري العربي الثامن - الجزائر 1968 القيمة الاسمية: 0٫30 دينار جزائري الكمية المطبوعة: 1٬000٬000 طابع بريد تاريخ الإصدار: 4 يوليو 1968 تاريخ السحب: 6 نوفمبر 1971 الطول: 22 مليمتر الارتفاع: 36 مليمتر التسنين: تثقيب 13 الرسام: بشير يلس الطابع: |  | الوصف صدر هذا الطابع بتاريخ 4 جويلية 1968 بمناسبة الملتقى الكشفي العربي الثامن الذي استضافته الجزائر في منطقة سيدي فرج، وجمع ما يقارب 3000 شاب من الدول العربية في مخيمات كشفية دولية. يعرض الطابع صورة لكشافين يرتدون الزي الرسمي حاملين شعارات كشفية، مع خلفية زرقاء. من تصميم بشير يلس، طبع بعدد 1,000,000 نسخة، وسحب من التداول في 6 نوفمبر 1971. |

| 123 |  | الأمير عبد القادر - صورة 0.05 دج القيمة الاسمية: 0٫05 دينار جزائري الكمية المطبوعة: 30٬115٬150 طابع بريد تاريخ الإصدار: 4 يوليو 1968 تاريخ السحب: 31 مايو 1980 الطول: 23 مليمتر الارتفاع: 32 مليمتر التسنين: تثقيب ¾13 الرسام: محمد راسم الطابع: |  | الوصف صمم هذا الطابع تكريما للأمير عبد القادر، ويظهر بورتريه جانبيًا بالأبيض والأسود للأمير بعمامته التقليدية. صدر هذا الطابع بتاريخ 4 جويلية 1968. الطابع يمثل صورة كلاسيكية للأمير عبد القادر كرمز وطني، مطبوع بلون بنفسجي، ويعتبر من الفئات الصغيرة في الاستخدام البريدي. طبع بعدد 11,516,150 نسخة. من تصميم محمد راسم، وطبع في مطبعة بنك الجزائر تم سحبه في 31 مايو 1980. |

| 124 |  | الأمير عبد القادر - صورة 0.30 دج القيمة الاسمية: 0٫30 دينار جزائري الكمية المطبوعة: 94٬475٬600 طابع بريد تاريخ الإصدار: 4 يوليو 1968 تاريخ السحب: 4 نوفمبر 1972 الطول: 23 مليمتر الارتفاع: 32 مليمتر التسنين: تثقيب ¾13 الرسام: محمد راسم الطابع: |  | الوصف نفس الطابع رقم 123 ولكن الفرق في لون الطابع الذي هو رمادي، والقيمة الاسمية 0.30. طبع بعدد 94٬475٬600 نسخة. |

| 125 |  | الألعاب الأولمبية 19 - مكسيكو 1968 - 0.30 دج القيمة الاسمية: 0٫30 دينار جزائري الكمية المطبوعة: 300٬000 طابع بريد تاريخ الإصدار: 4 يوليو 1968 تاريخ السحب: 6 نوفمبر 1971 الطول: 26 مليمتر الارتفاع: 36 مليمتر التسنين: تثقيب 13 الرسام: محمد تمام الطابع: |  | الوصف يُظهر هذا الطابع رياضيون من تخصصات مختلفة على خلفية دافئة يغلب عليها اللونان البرتقالي والأحمر. ويعتبر هذا الطابع تحية لمشاركة الجزائر في هذه الرياضة الدولية، بعد استقلالها. |

| 126 |  | الألعاب الأولمبية 19 - مكسيكو 1968 - كرة القدم القيمة الاسمية: 0٫50 دينار جزائري الكمية المطبوعة: 300٬000 طابع بريد تاريخ الإصدار: 4 يوليو 1968 تاريخ السحب: 6 نوفمبر 1971 الطول: 26 مليمتر الارتفاع: 36 مليمتر التسنين: تثقيب 13 الرسام: محمد تمام الطابع: |  | الوصف يمثل هذا الطابع لاعب كرة قدم أثناء التسديد، على خلفية خضراء والخلفية حمراء تتوسطها الحلقات الأولمبية. |

| 127 |  | الألعاب الأولمبية 19 - مكسيكو 1968 - 1 دج القيمة الاسمية: 1 دينار جزائري الكمية المطبوعة: 300٬000 طابع بريد تاريخ الإصدار: 4 يوليو 1968 تاريخ السحب: 6 نوفمبر 1971 الطول: 36 مليمتر الارتفاع: 26 مليمتر التسنين: تثقيب 13 الرسام: بيريت لامبرت الطابع: |  | الوصف طابع صدر في 4 يوليو 1968 بمناسبة الألعاب الأولمبية الصيفية في مكسيكو سيتي. يظهر الطابع الحلقات الأولمبية والشعلة، رمزا للوحدة والروح الرياضية. تبلغ قيمته 1 دينار جزائري وطُبع منه 300000 نسخة. |

| 128 |  | الأمير عبد القادر - صورة بنفسجية 0.30 دج القيمة الاسمية: 0٫30 دينار جزائري الكمية المطبوعة: 300٬000 طابع بريد تاريخ الإصدار: أغسطس 1968 تاريخ السحب: 4 نوفمبر 1972 الطول: 23 مليمتر الارتفاع: 32٫5 مليمتر التسنين: تثقيب ¾13 الرسام: محمد راسم الطابع: |  | الوصف نفس الطابع رقم 124 ولكن الفرق في لون الطابع الذي هو بنفسجي فاتح. طبع بعدد 300٬000 نسخة. |

| 129 |  | الحيوانات - الكبش البربري القيمة الاسمية: 0٫40 دينار جزائري الكمية المطبوعة: 500٬000 طابع بريد تاريخ الإصدار: 19 أكتوبر 1968 تاريخ السحب: 6 نوفمبر 1971 الطول: 23 مليمتر الارتفاع: 32٫5 مليمتر التسنين: تثقيب ½11 الرسام: الطابع: |  | الوصف طابع بريدي جزائري صدر في 19 أكتوبر 1968، يصوّر الضأن بربري (Ammotragus lervia) ضمن سلسلة تبرز الحياة البرية المحلية. طبع بطريقة الفوتوغرافور، بقيمة اسمية 0.40 دينار جزائري، وبعدد 500,000 نسخة. يظهر الطابع اضأن بربري، وهو نوع من الماعز الجبلي يتميز بقدرته على التكيف مع البيئات الجبلية القاحلة وقرونه المنحنية المميزة. يعد هذا الطابع تكريمًا للتنوع البيولوجي في الجزائر وجهودها في التوعية بالحياة البرية المحلية. |

| 130 |  | الحيوانات - الأيل البربري القيمة الاسمية: 1 دينار جزائري الكمية المطبوعة: 500٬000 طابع بريد تاريخ الإصدار: 19 أكتوبر 1968 تاريخ السحب: 6 نوفمبر 1971 الطول: 23 مليمتر الارتفاع: 32٫5 مليمتر التسنين: تثقيب ½11 الرسام: الطابع: |  | الوصف طابع بريدي جزائري صدر في 19 أكتوبر 1968، يصور الأيل البربري (Cervus elaphus barbarus) ضمن سلسلة تبرز الحياة البرية المحلية. طبع بطريقة الفوتوغرافور، بقيمة اسمية 1 دينار جزائري، وبعدد 500,000 نسخة. يظهر الطابع الأيل البربري، وهو نوع من الغزلان الجبلية يتميز بقدرته على التكيف مع البيئات الجبلية القاحلة وقرونه المنحنية المميزة. يعد هذا الطابع تكريما للتنوع البيولوجي في الجزائر وجهودها في التوعية بالحياة البرية المحلية. |

| 131 |  | مشاهد صيد - جميلة القيمة الاسمية: 0٫40 دينار جزائري الكمية المطبوعة: 300٬000 طابع بريد تاريخ الإصدار: 23 نوفمبر 1968 تاريخ السحب: 6 نوفمبر 1971 الطول: 26 مليمتر الارتفاع: 36 مليمتر التسنين: تثقيب 13 الرسام: محمد تمام الطابع: |  | الوصف طابع بريدي جزائري صدر في 23 نوفمبر 1968، يصور مشاهد صيد من الفسيفساء الرومانية في مدينة جميلة الأثرية. طبع بطريقة الفوتوغرافور، بقيمة اسمية 0.40 دينار جزائري، وبعدد 300,000 نسخة. يعد هذا الطابع تكريمًا للتراث الروماني في الجزائر وجهودها في الحفاظ على المواقع التاريخية. |

| 132 |  | عربة نبتون - تيمقاد القيمة الاسمية: 0٫95 دينار جزائري الكمية المطبوعة: 300٬000 طابع بريد تاريخ الإصدار: 23 نوفمبر 1968 تاريخ السحب: 6 نوفمبر 1971 الطول: 36 مليمتر الارتفاع: 26 مليمتر التسنين: تثقيب 13 الرسام: محمد تمام الطابع: |  | الوصف طابع بريدي جزائري صدر في 23 نوفمبر 1968، يصور فسيفساء من مدينة تيمقاد الرومانية القديمة، الواقعة في شمال شرق الجزائر. طبع بطريقة الفوتوغرافور، بقيمة اسمية 0.95 دينار جزائري، وبعدد 300,000 نسخة. يعد هذا الطابع تكريما للتراث الروماني في الجزائر وجهودها في الحفاظ على المواقع التاريخية. |

| 133 |  | عامل منجم القيمة الاسمية: 0٫30 دينار جزائري الكمية المطبوعة: 1٬000٬000 طابع بريد تاريخ الإصدار: 14 ديسمبر 1968 تاريخ السحب: 6 نوفمبر 1971 الطول: 23 مليمتر الارتفاع: 32٫5 مليمتر التسنين: تثقيب ½11 الرسام: سوناطراك الطابع: |  | الوصف طابع بريدي جزائري صدر في 14 ديسمبر 1968، يصور مشهدا لعامل المناجم ضمن سلسلة "الإنجازات الوطنية". طبع بقيمة اسمية 0.30 دينار جزائري، وبعدد 1,000,000 نسخة. يعد هذا الطابع تكريما لإنجازات الجزائر الصناعية وتسليط الضوء على أهمية صناعة التعدين في الاقتصاد الوطني. |

| 134 |  | الصناعة - 0.30 دج القيمة الاسمية: 0٫30 دينار جزائري الكمية المطبوعة: 1٬000٬000 طابع بريد تاريخ الإصدار: 14 ديسمبر 1968 تاريخ السحب: 6 نوفمبر 1971 الطول: 23 مليمتر الارتفاع: 32٫5 مليمتر التسنين: تثقيب ½11 الرسام: سوناطراك الطابع: |  | الوصف صدر هذا الطابع البريدي الجزائري في 14 ديسمبر 1968 ضمن سلسلة "الإنجازات الوطنية"، ويحمل عنوان "الصناعة". يُظهر الطابع مشهدا حلزونيًا رماديا على خلفية حمراء زاهية، ويجسد بشكل تجريدي ديناميكية الصناعة وقوة الإنتاج في الجزائر ما بعد الاستقلال. يرمز الشكل الحلزوني إلى الحركة المستمرة والتطور التكنولوجي والنمو الصناعي المنظم، بينما تعكس الألوان الحمراء والرمادية حيوية النشاط الصناعي وصلابة الآلات. وتبرز الكتابة الموجودة في الأعلى، "الصناعة" باللغتين العربية والفرنسية، تركيز الدولة آنذاك على تطوير القطاع الصناعي كجزء من مشروع بناء الأمة. طبع الطابع وقيمته الاسمية 0.30 دينار جزائري. تم إصدار 1,000,000 نسخة منه. |

| 135 |  | الطاقة - 0.95 دج القيمة الاسمية: 0٫95 دينار جزائري الكمية المطبوعة: 500٬000 طابع بريد تاريخ الإصدار: 14 ديسمبر 1968 تاريخ السحب: 6 نوفمبر 1971 الطول: 23 مليمتر الارتفاع: 32٫5 مليمتر التسنين: تثقيب ½11 الرسام: سوناطراك الطابع: |  | الوصف صدر الطابع البريدي الجزائري بعنوان "الطاقة" في 14 ديسمبر 1968 ضمن سلسلة "الإنجازات الوطنية"، كما هو موضح في أعلى الطابع باللغتين العربية والفرنسية. يظهر في التصميم شكل إشعاعي أحمر ينطلق من مركز رمادي، في مشهد يشبه أشعة الشمس أو انبعاث الطاقة من مصدر مركزي. يرمز هذا النمط البصري إلى القوة المنبعثة والانتشار الديناميكي للطاقة في مختلف الاتجاهات، ما يعكس الطموح الوطني لتطوير البنية التحتية الطاقوية في البلاد. الألوان المستعملة، الرمادي والأحمر، تشير إلى الطاقة الصناعية والتحول التقني. يعكس هذا الطابع التزام الجزائر بتعزيز قطاع الطاقة كجزء أساسي من مسيرتها نحو التنمية الاقتصادية والاستقلال الصناعي. وقيمته الاسمية 0.95 دينار جزائري. تم إصدار 500,000 نسخة منه. |